# ABU Robocon 2017
Robocon Tokyo 2017 là cuộc thi Robocon được tổ chức lần thứ 16 của Hiệp hội Phát thanh Truyền hình châu Á -Thái Bình Dương diễn ra tại Tokyo, Nhật Bản. Chủ đề của cuộc thi lần này là "The Landing Disc" (tạm dịch: "Chinh phục đĩa bay").

## Luật chơi
Có tổng cộng 7 cột trụ với chiều cao và đường kính đĩa tròn trên đỉnh cột khác nhau được đặt tại sân thi đấu. Trên mỗi đĩa tròn (Spot) là một quả bóng chuyền tượng trưng cho mục tiêu. Robot của hai đội chỉ được di chuyển trong khu vực kẻ màu tương ứng ở hai bên của sân thi đấu, gọi là khu vực ném đĩa
Mỗi đội chỉ được dùng 50 chiếc đĩa bay để chơi. Trong trận đấu, robot của mỗi đội có nhiệm vụ dùng các đĩa bay “bắn hạ” quả bóng chuyền trên đỉnh cột. Các đội chơi cũng có thể sử dụng đĩa của mình để bắn phá các đĩa trên cột của đối thủ. Đội sẽ ghi được 1 điểm nếu đĩa nằm trên Spot gần nhất với robot của đội và trên các Spot nằm ở trung tâm sân đấu, 5 điểm nếu đĩa đặt trên Spot gần robot đối phương. Nếu có thêm đĩa bay vào các vị trí giữa và xa sẽ được 1 điểm cho các đĩa bay tiếp theo. Những đĩa rơi ra khỏi Spot không được tính điểm.
Trận đấu sẽ kết thúc khi:
- Một đội đã đặt được đĩa trên Spot của cả 7 cột trụ. Đội đó sẽ giành chiến thắng tuyệt đối, gọi là “Appare”.
- Hết 3 phút mà không đội nào giành được “Appare”, khi đó đội ghi được số điểm cao hơn sẽ là đội chiến thắng.

## Các đội tham gia
| STT | Quốc gia   | Trường Đại học đại diện                        | Đài truyền hình                          |
| --- | ---------- | ---------------------------------------------- | ---------------------------------------- |
| 1   | Campuchia  | Học viện Bách khoa Quốc gia Campuchia          |                                          |
| 2   | Trung Quốc | Đại học Đông Bắc Trung Quốc                    | Đài truyền hình Trung ương Trung Quốc    |
| 3   | Ai Cập     | Học viện Kỹ thuật cao thứ 10 thành phố Ramadan | Hiệp hội phát thanh truyền hình Ai Cập   |
| 4   | Fiji       | Đại học Nam Thái Bình Dương                    | Công ty TNHH truyền thông Fiji           |
| 5   | Hồng Kông  | Đại học Khoa học Công nghệ Hồng Kông           | Đài phát thanh truyền hình Hồng Kông     |
| 6   | Ấn Độ      | Cao đẳng Kỹ thuật Pune                         | Doordarshan                              |
| 7   | Indonesia  | Học viện Khoa học và Công nghệ AKPRIND         | Televisi Republik Indonesia              |
| 8   | Iran       | Đại học Công nghệ Sharif                       | Hãng truyền thông Cộng hòa Hồi giáo Iran |
| 9   | Nhật Bản 1 | Đại học công nghệ Tokyo                        | Tập đoàn truyền hình Nhật Bản (NHK)      |
| 10  | Nhật Bản 2 | Đại học Tokyo                                  | Tập đoàn truyền hình Nhật Bản (NHK)      |
| 11  | Kazakhstan | Đại học Công nghệ thông tin Quốc tế            | Hãng thông tấn Khabar                    |
| 12  | Hàn Quốc   | Đại học Hanyang                                | Hệ thống truyền thông Hàn Quốc (KBS)     |
| 13  | Malaysia   | Đại học Công nghệ Malaysia                     | Đài phát thanh truyền hình Malaysia      |
| 14  | Mông Cổ    | Đại học quốc gia Mông Cổ                       | Hãng truyền thông quốc gia Mông Cổ       |
| 15  | Nepal      | Đại học Tribhuvan IOE                          | Tập đoàn truyền hình Nepal               |
| 16  | Pakistan   | Trung tâm Nghiên cứu cao cấp về kỹ thuật       | Tập đoàn truyền hình Pakistan (PTV)      |
| 17  | Sri Lanka  | Đại học Moratuwa                               | Mạng truyền hình TNHH độc lập            |
| 18  | Thái Lan   | Cao đẳng công nghệ Tha Tum                     | Công ty TNHH Công cộng MCOT              |
| 19  | Việt Nam   | Đại học Lạc Hồng                               | Đài truyền hình Việt Nam                 |

## Bảng đấu
| Bảng A   | Bảng B    | Bảng C    | Bảng D     | Bảng E     | Bảng F | Bảng G   |
| -------- | --------- | --------- | ---------- | ---------- | ------ | -------- |
| Hàn Quốc | Fiji      | Hồng Kông | Trung Quốc | Indonesia  | Ai Cập | Pakistan |
| Malaysia | Sri Lanka | Thái Lan  | Nhật Bản 1 | Nhật Bản 2 | Ấn Độ  | Nepal    |
| Iran     | Việt Nam  | Mông Cổ   | Campuchia  | Kazakhstan |        |          |

### Lịch thi đấu
Tất cả thời gian theo giờ Nhật Bản (UTC+9)
- Lưu ý:Đội ở bên trái là đội xanh còn đội bên phải là đổi đỏ.

| 27 tháng 8 năm 2017 Trận 1 Bảng A | Hàn Quốc | 0-Appare | Malaysia | Tokyo, Nhật Bản |
| 12:30                             |          |          |          |                 |

| 27 tháng 8 năm 2017 Trận 1 Bảng B | Fiji | 2-5 | Sri Lanka | Tokyo, Nhật Bản |
| 12:38                             |      |     |           |                 |

## Vòng đấu loại trực tiếp
|  | Tứ kết     | Tứ kết     | Tứ kết     |            |          | Bán kết  | Bán kết | Bán kết |  |  | Chung kết | Chung kết | Chung kết |  |
|  |            |            |            |            |          |          |         |         |  |  |           |           |           |  |
|  |            |            |            |            |          |          |         |         |  |  |           |           |           |  |
|  | Malaysia   | Malaysia   | APPARE!    |            |          |          |         |         |  |  |           |           |           |  |
|  | Malaysia   | Malaysia   | APPARE!    |            |          |          |         |         |  |  |           |           |           |  |
|  | Nhật Bản 2 | Nhật Bản 2 | 8          |            |          |          |         |         |  |  |           |           |           |  |
|  | Nhật Bản 2 | Nhật Bản 2 | 8          |            | Malaysia | Malaysia | APPARE! |         |  |  |           |           |           |  |
|  |            |            |            |            | Malaysia | Malaysia | APPARE! |         |  |  |           |           |           |  |
|  |            |            | Thái Lan   | Thái Lan   | 8        |          |         |         |  |  |           |           |           |  |
|  | Indonesia  | Indonesia  | Thái Lan   | Thái Lan   | 8        | 9        |         |         |  |  |           |           |           |  |
|  | Indonesia  | Indonesia  |            |            |          |          |         |         |  |  |           |           |           |  |
|  | Thái Lan   | Thái Lan   | APPARE!    |            |          |          |         |         |  |  |           |           |           |  |
|  | Thái Lan   | Thái Lan   | APPARE!    |            | Malaysia | Malaysia | 5       |         |  |  |           |           |           |  |
|  |            |            |            |            |          |          |         |         |  |  |           |           |           |  |
|  |            |            | Việt Nam   | Việt Nam   | APPARE!  |          |         |         |  |  |           |           |           |  |
|  | Việt Nam   | Việt Nam   | Việt Nam   | Việt Nam   | APPARE!  | APPARE!  |         |         |  |  |           |           |           |  |
|  | Việt Nam   | Việt Nam   |            |            |          |          |         |         |  |  |           |           |           |  |
|  | Ấn Độ      | Ấn Độ      | 3          |            |          |          |         |         |  |  |           |           |           |  |
|  | Ấn Độ      | Ấn Độ      | 3          |            | Việt Nam | Việt Nam | APPARE! |         |  |  |           |           |           |  |
|  |            |            |            |            | Việt Nam | Việt Nam | APPARE! |         |  |  |           |           |           |  |
|  |            |            | Nhật Bản 1 | Nhật Bản 1 | 4        |          |         |         |  |  |           |           |           |  |
|  | ' Nepal    | ' Nepal    | Nhật Bản 1 | Nhật Bản 1 | 4        | 2        |         |         |  |  |           |           |           |  |
|  | ' Nepal    | ' Nepal    |            |            |          |          |         |         |  |  |           |           |           |  |
|  | Nhật Bản 1 | Nhật Bản 1 | 10         |            |          |          |         |         |  |  |           |           |           |  |
|  | Nhật Bản 1 | Nhật Bản 1 | 10         |            |          |          |         |         |  |  |           |           |           |  |
|  |            |            |            |            |          |          |         |         |  |  |           |           |           |  |

### Chi tiết
- Lưu ý:Đội ở bên trái là đội xanh còn đội bên phải là đội đỏ.

Tứ kết
| 27 tháng 8 năm 2017 Tứ kết 1 | Malaysia | APPARE! - 8 | Nhật Bản 2 | Tokyo, Nhật Bản |
| 15:45                        |          |             |            |                 |

| 27 tháng 8 năm 2017 Tứ kết 2 | Indonesia | 9 - APPARE! | Thái Lan | Tokyo, Nhật Bản |
| 15:53                        |           |             |          |                 |

| 27 tháng 8 năm 2017 Tứ kết 3 | Việt Nam | APPARE! - 3 | Ấn Độ | Tokyo, Nhật Bản |
| 16:01                        |          |             |       |                 |

| 27 tháng 8 năm 2017 Tứ kết 4 | Nepal | 2 - 10 | Nhật Bản 1 | Tokyo, Nhật Bản |
| 16:01                        |       |        |            |                 |

Bán Kết
| 27 tháng 8 năm 2017 Bán kết 1 | Malaysia | APPARE! - APPARE! | Thái Lan | Tokyo, Nhật Bản |
| 16:21 |          |                   |          |                 |
| Ghi chú: Sau khi mổ băng, hai đội giành APPARE! gần như cùng 1 thời điểm. Do vậy ban tổ chức quyết định cho thi đấu lại trận bán kết 1 sau khi hoàn thành trận bán kết 2. |          |                   |          |                 |

| 27 tháng 8 năm 2017 Bán kết 2 | Việt Nam | APPARE! - 4 | Nhật Bản 1 | Tokyo, Nhật Bản |
| 16:29                         |          |             |            |                 |

| 27 tháng 8 năm 2017 Đấu lại Bán kết 1 | Malaysia | APPARE! - 8 | Thái Lan | Tokyo, Nhật Bản |
| 16:33                                 |          |             |          |                 |

Chung kết
| 27 tháng 8 năm 2017 Chung kết | Malaysia | 5 - APPARE! | Việt Nam | Tokyo, Nhật Bản |
| 17:20                         |          |             |          |                 |

## Kết quả
| Vô địch Robocon Tokyo 2017 LH - NICESHOT Đại học Lạc Hồng - Việt Nam Lần thứ sáu |

### Các giải thưởng phụ
- Giải ý tưởng:  Campuchia
- Giải kỹ thuật:  Trung Quốc
- Giải thiết kế:  Hồng Kông
- Giải của nhà tài trợ:
 Giải Panasonic:  Thái Lan 
 Giải Toyota:  Mông Cổ 
 Giải Mabuchi Motor:  Hồng Kông 
 Giải Nagase:  Ấn Độ 
 Giải ROHM:  Indonesia 
 Giải NOK:  Campuchia